# Record d'Europe de natation dames du 800 mètres nage libre

## Bassin de 50 mètres
| Temps         | Athlète             | Naissance | Âge | Nationalité        | Compétition               | Lieu       | Date              |
| ------------- | ------------------- | --------- | --- | ------------------ | ------------------------- | ---------- | ----------------- |
| 12 min 18 s 8 | Yvonne Godard       |           |     | France             |                           | Paris      | 23 juillet 1931   |
| 12 min 07 s 8 | Lilli Andersen      |           |     | Danemark           |                           | Copenhague | 26 juillet 1933   |
| 11 min 11 s 7 | Ragnhild Hveger     |           |     | Danemark           |                           | Copenhague | 3 juillet 1936    |
| 10 min 52 s 5 | Ragnhild Hveger     |           |     | Danemark           |                           | Copenhague | 13 août 1941      |
| 10 min 42 s 4 | Valéria Gyenge      |           |     | Hongrie            |                           | Budapest   | 28 juin 1953      |
| 10 min 27 s 3 | Mary Kok            |           |     | Pays-Bas           |                           | Durban     | 16 février 1957   |
| 10 min 25 s 3 | Corrie Schimmel     |           |     | Pays-Bas           |                           | Utrecht    | 15 juillet 1959   |
| 10 min 22 s 3 | Corrie Schimmel     |           |     | Pays-Bas           |                           | Ermelo     | 1er août 1959     |
| 10 min 18 s 9 | Corrie Schimmel     |           |     | Pays-Bas           |                           | Ermelo     | 27 juillet 1960   |
| 9 min 55 s 6  | Jane Cederqvist     |           |     | Suède              |                           | Uppsala    | 17 août 1960      |
| 9 min 53 s 3  | Elisabeth Ljunggren |           |     | Suède              |                           | Landskrona | 4 août 1967       |
| 9 min 45 s 0  | Elisabeth Ljunggren |           |     | Suède              |                           | Lincoln    | 1er août 1968     |
| 9 min 43 s 5  | Sigrid Goral        |           |     | Allemagne de l'Est |                           | Leipzig    | 16 août 1968      |
| 9 min 42 s 7  | Marjatta Hara       |           |     | Finlande           |                           | Helsinki   | 9 juillet 1969    |
| 9 min 38 s 0  | Novella Calligaris  |           |     | Italie             |                           | Naples     | 10 août 1969      |
| 9 min 30 s 8  | Karin Neugebauer    |           |     | Allemagne de l'Est |                           | Vienne     | 17 août 1969      |
| 9 min 29 s 1  | Karin Neugebauer    |           |     | Allemagne de l'Est |                           | Barcelone  | 12 septembre 1970 |
| 9 min 23 s 8  | Novella Calligaris  |           |     | Italie             |                           | Rome       | 4 juillet 1971    |
| 9 min 20 s 9  | Novella Calligaris  |           |     | Italie             |                           | Bolzano    | 21 juillet 1971   |
| 9 min 20 s 8  | Novella Calligaris  |           |     | Italie             |                           | Udine      | 29 août 1971      |
| 9 min 17 s 1  | Gudrun Wegner       |           |     | Allemagne de l'Est |                           | Leipzig    | 3 septembre 1971  |
| 9 min 16 s 7  | Hansje Bunschoten   |           |     | Pays-Bas           |                           | Dresde     | 18 mars 1972      |
| 9 min 15 s 5  | Hansje Bunschoten   |           |     | Pays-Bas           |                           | Utrecht    | 28 juin 1972      |
| 9 min 13 s 4  | Novella Calligaris  |           |     | Italie             |                           | Rome       | 29 juin 1972      |
| 9 min 10 s 5  | Gudrun Wegner       |           |     | Allemagne de l'Est |                           | Leipzig    | 12 juillet 1972   |
| 9 min 06 s 0  | Novella Calligaris  |           |     | Italie             |                           | Turin      | 26 juillet 1972   |
| 9 min 02 s 96 | Novella Calligaris  |           |     | Italie             |                           | Munich     | 2 septembre 1972  |
| 8 min 57 s 46 | Novella Calligaris  |           |     | Italie             |                           | Munich     | 3 septembre 1972  |
| 8 min 52 s 97 | Novella Calligaris  |           |     | Italie             |                           | Belgrade   | 9 septembre 1973  |
| 8 min 47 s 52 | Cornelia Dörr       |           |     | Allemagne de l'Est |                           | Vienne     | 24 août 1974      |
| 8 min 47 s 52 | Petra Thümer        |           |     | Allemagne de l'Est |                           | Leeds      | 19 avril 1976     |
| 8 min 40 s 68 | Petra Thümer        |           |     | Allemagne de l'Est |                           | Berlin-Est | 4 juin 1976       |
| 8 min 37 s 14 | Petra Thümer        |           |     | Allemagne de l'Est |                           | Montréal   | 25 juillet 1976   |
| 8 min 35 s 04 | Petra Thümer        |           |     | Allemagne de l'Est |                           | Leipzig    | 9 juillet 1977    |
| 8 min 32 s 55 | Ines Diers          |           |     | Allemagne de l'Est |                           | Moscou     | 27 juillet 1980   |
| 8 min 31 s 07 | Anke Sonnenbrodt    |           |     | Allemagne de l'Est |                           | Berlin-Est | 1er avril 1983    |
| 8 min 29 s 61 | Astrid Strauss      |           |     | Allemagne de l'Est |                           | Gera       | 18 juin 1983      |
| 8 min 28 s 36 | Astrid Strauss      |           |     | Allemagne de l'Est |                           | Magdebourg | 26 mai 1984       |
| 8 min 26 s 52 | Astrid Strauss      |           |     | Allemagne de l'Est |                           | Berlin-Est | 21 juin 1986      |
| 8 min 24 s 77 | Sarah Hardcastle    |           |     | Royaume-Uni        |                           | Édimbourg  | 29 juillet 1986   |
| 8 min 19 s 53 | Anke Mohring        | 1969      | 18  | Allemagne de l'Est | Championnats d'Europe     | Strasbourg | 19 août 1987      |
| 8 min 19 s 29 | Laure Manaudou      | 1986      | 20  | France             | Championnats d'Europe (f) | Budapest   | 2 août 2006       |
| 8 min 18 s 80 | Laure Manaudou      | 1986      | 21  | France             | Championnats du monde (f) | Melbourne  | 31 mars 2007      |
| 8 min 18 s 06 | Rebecca Adlington   | 1989      | 19  | Royaume-Uni        | Jeux olympiques (s)       | Pékin      | 14 août 2008      |
| 8 min 14 s 10 | Rebecca Adlington   | 1989      | 19  | Royaume-Uni        | Jeux olympiques (f)       | Pékin      | 16 août 2008      |

## Bassin de 25 mètres
| Temps            | Athlète           | Naissance | Âge | Nationalité        | Compétition                | Lieu       | Date             |
| ---------------- | ----------------- | --------- | --- | ------------------ | -------------------------- | ---------- | ---------------- |
| 8 min 15 s 34    | Astrid Strauss    | 1968      | 19  | Allemagne de l'Est |                            | Bonn       | 2 juin 1987      |
| 8 min 14 s 72    | Éva Risztov       | 1985      | 17  | Hongrie            | Championnats d'Europe (f)  | Riesa      | 13 décembre 2002 |
| 8 min 11 s 25    | Laure Manaudou    | 1986      | 19  | France             | Championnats d'Europe (f)  | Trieste    | 9 décembre 2005  |
| 8 min 08 s 25    | Rebecca Adlington | 1989      | 19  | Royaume-Uni        | Championnats du monde      | Manchester | 10 avril 2008    |
| 8 min 04 s 53 RM | Alessia Filippi   | 1987      | 21  | Italie             | Championnats d'Europe (f)  | Rijeka     | 12 décembre 2008 |
| 8 min 01 s 06 RM | Camille Muffat    | 1989      | 23  | France             | Championnats de France (f) | Angers     | 16 novembre 2012 |
| 7 min 59 s 34 RM | Mireia Belmonte   | 1990      | 22  | Espagne            | Coupe du monde (f)         | Berlin     | 10 août 2013     |